# Gnathopalystes ignicomus
Gnathopalystes ignicomus är en spindelart som först beskrevs av Ludwig Carl Christian Koch 1875.  Gnathopalystes ignicomus ingår i släktet Gnathopalystes och familjen jättekrabbspindlar. Inga underarter finns listade i Catalogue of Life.